# Делла Дак
Делла Дак (англ. Della Duck) — мать Билли, Вилли и Дилли, персонаж комиксов компании Уолта Диснея. Впервые она была упомянута в воскресной полосе имени Дональд Дака 17 октября 1937 года, в которой она пишет письмо, объясняющее Дональду, что она отправляет своих сыновей остаться с ним.
В Утиных историях 2017 года Делла - антропоморфная белая утка с желто-оранжевым клювом. Как правило, она носит шляпу летчика, куртку-бомбер, штаны и, будучи взрослой, роботизированную протезную ногу. Делла известна своей менее темпераментной индивидуальностью и авантюрным духом, а также женщиной-авантюристкой с ампутированной конечностью, которая является положительным примером для подражания для девушек и детей с ограниченными возможностями.
Первое выступление Деллы состоялось в финале сезона 1 Утиные истории 2017 года. Пэйджет Брюстер озвучила Деллу в эпизоде перед тем, как присоединиться к актёрскому составу Утиных историй в качестве повторяющегося персонажа в 2 сезоне и главного персонажа в 3 сезоне.
В 2020 году Пэйджет Брюстер была номинирована на дневную премию «Эмми» за лучшее исполнение в анимационной программе за её исполнение Деллы Дак.

## Происхождение
Делла Дак впервые упоминается в стрип-комиксах про Дональда Дака и анимационных короткометражках в конце 1930-х годов. Однако, до своего анимационного дебюта в перезапуске Утиных историй 2017 года, Делла никогда не появлялась ни в одном анимационном фильме или телесериале, и имела лишь ограниченное количество появлений в комиксах Диснея. В результате, не так много было известно о персонаже до 2017 года.

## Упоминания
Она появляется в детстве в фильме «Жизнь и времена Скруджа Макдака», в котором она и Дональд одеты в одинаковые матроски. И она, и Дональд связаны в равной степени со Скруджем Макдаком, и тем не менее Дональда всегда называют ближайшим родственником Скруджа, предполагая, что она исчезла или умерла. В истории о 80-летии Дональда Дака упоминается, что Делла была космонавтом и передала племянников Дональду перед опасной космической экспедицией. В дебютном для Билли, Вилли и Дилли мультфильме «Племянники Дональда» (1938) письмо, анонсирующее их приезд, было подписано именем «Глупелла» (англ. Dumbella). Но Карл Баркс предпочёл упоминать маму утят под именем «Делла», которое впервые предстало перед читателями воскресных газетных комиксов из серии «Наивные симфонии с участием Дональда Дака».

## «Утиные истории» (2017) (перезапуск)
Делла впервые появилась, хотя и изначально за кадром, в перезагрузочной версии 2017 года сериала Утиные истории, где её сын Вилли обнаружил, что ранее она была спутницей Скруджа и Дональда в их приключениях, и начинает расследовать причину её исчезновения вместе с Поночкой Вандеркряк, а затем и со своими братьями. Впоследствии они обнаруживают, что Скрудж сделал все возможное, чтобы скрыть информацию о ней. В конце концов обнаружилось, что Делла украла «Копье Селены» (ребята полагали, что она украла не корабль, а настоящее копье, из-за чего расследование затянулось), космический корабль, построенный Скруджем, в качестве подарка, чтобы провести ранний тестовый запуск. Однако она попала в космический шторм и была потеряна в космосе. Скрудж потратил большую часть своего состояния на её поиски, но в конечном итоге потерпел неудачу (Скрудж даже не стал слушать Совет Директоров, что так можно потерять большую часть состояния, для её спасения, что и сумма денег Скруджа стала такой как и в классической вселенной). Обвиняя Скруджа в её исчезновении, Дональд порвал с ним все связи и сам воспитал детей Деллы. Позднее выяснилось, что Делла жива, живёт на Луне в остатках разбившегося космического корабля и не может связаться с Землей. Во втором сезоне стало известно, что у неё есть роботизированная левая нога из-за травм, которые она получила во время аварии. Она выжила благодаря жевательной резинке (которая обеспечивает воздух, воду и питательные вещества) и лихорадочно работает, чтобы вернуться на Землю. В эпизоде «Золотое копье!» ей удается вернуться в Дакбург, а в «Ничто не может остановить Деллу Дак!» она встречает мальчиков в первый раз. Поначалу Делла сталкивается со множеством проблем из-за своей неприспособленности к новому образу жизни, но в конце просто решает стать лучшей мамой, какой только может быть.